# Gran Premio di superbike di Assen 2009
Il Gran Premio di Superbike di Assen 2009 è stata la quarta prova su quattordici del campionato mondiale Superbike 2009, è stato disputato il 26 aprile sul TT Circuit Assen e in gara 1 ha visto la vittoria di Ben Spies davanti a Noriyuki Haga e Leon Haslam, la gara 2 è stata vinta da Noriyuki Haga che ha preceduto Leon Haslam e Jakub Smrž.
La vittoria nella gara valevole per il campionato mondiale Supersport 2009 è stata ottenuta da Eugene Laverty.

#### Arrivati al traguardo

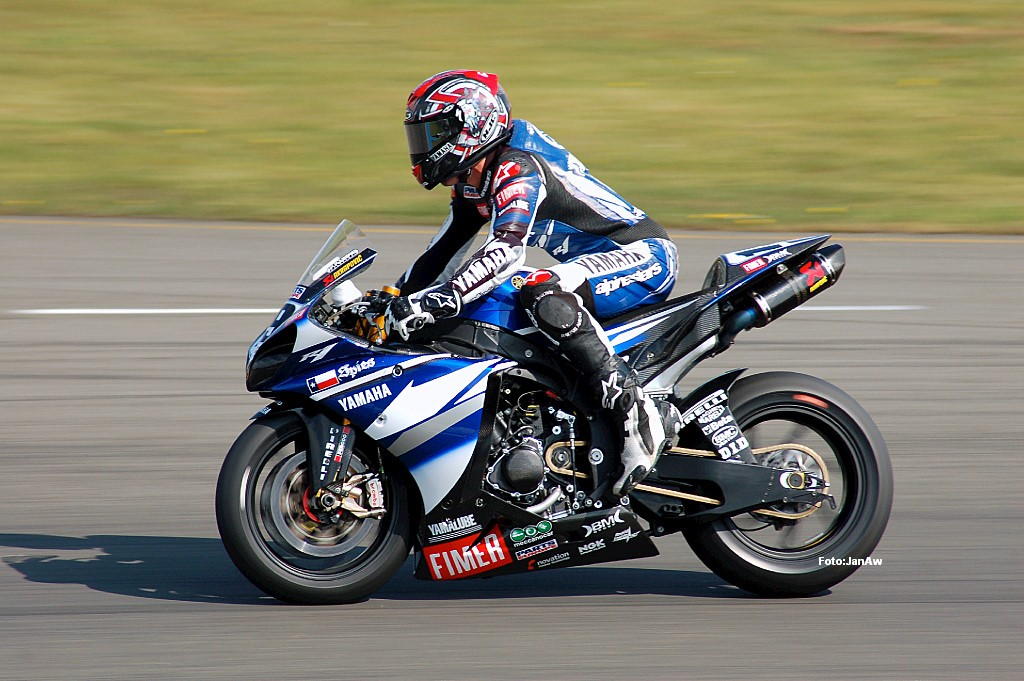
Ben Spies, vincitore di gara 1

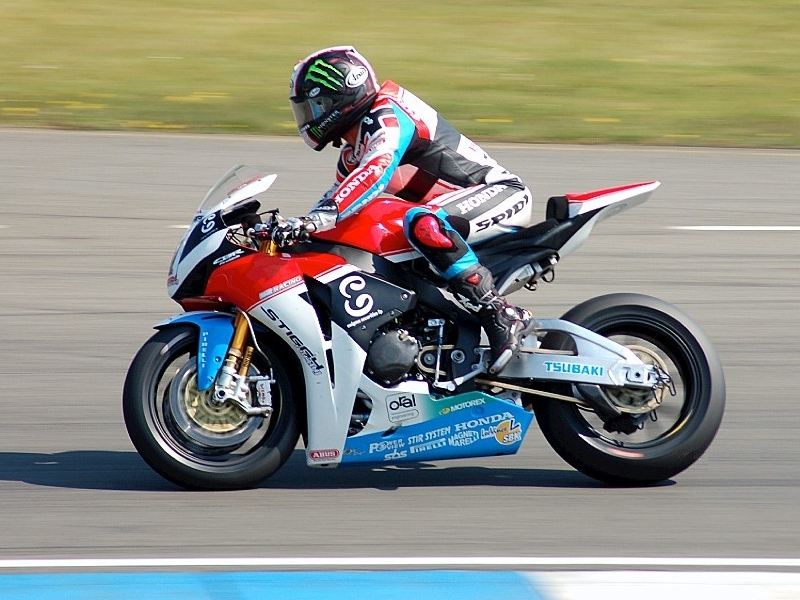
Leon Haslam, secondo in gara 2

## Risultati

### Gara 1

#### Arrivati al traguardo[4]
| Pos. | Nº  | Pilota           | Squadra                    | Motocicletta         | Giri | Tempo     | Griglia | Punti |
| ---- | --- | ---------------- | -------------------------- | -------------------- | ---- | --------- | ------- | ----- |
| 1º   | 19  | Ben Spies        | Yamaha WSB                 | Yamaha YZF R1        | 22   | 36:31.338 | 1º      | 25    |
| 2º   | 41  | Noriyuki Haga    | Ducati Xerox               | Ducati 1098R         | 22   | +0:00.154 | 4º      | 20    |
| 3º   | 91  | Leon Haslam      | Stiggy Racing Honda        | Honda CBR1000RR      | 22   | +0:00.779 | 3º      | 16    |
| 4º   | 66  | Tom Sykes        | Yamaha WSB                 | Yamaha YZF R1        | 22   | +0:08.775 | 8º      | 13    |
| 5º   | 3   | Max Biaggi       | Aprilia Racing             | Aprilia RSV4 Factory | 22   | +0:11.275 | 10º     | 11    |
| 6º   | 96  | Jakub Smrž       | Guandalini Racing          | Ducati 1098R         | 22   | +0:16.126 | 2º      | 10    |
| 7º   | 65  | Jonathan Rea     | HANNspree Ten Kate Honda   | Honda CBR1000RR      | 22   | +0:19.555 | 11º     | 9     |
| 8º   | 55  | Régis Laconi     | DFX Corse                  | Ducati 1098R         | 22   | +0:19.760 | 12º     | 8     |
| 9º   | 84  | Michel Fabrizio  | Ducati Xerox               | Ducati 1098R         | 22   | +0:23.006 | 5º      | 7     |
| 10º  | 11  | Troy Corser      | BMW Motorrad Motorsport    | BMW S1000 RR         | 22   | +0:24.285 | 15º     | 6     |
| 11º  | 67  | Shane Byrne      | Sterilgarda                | Ducati 1098R         | 22   | +0:26.003 | 14º     | 5     |
| 12º  | 31  | Karl Muggeridge  | Celani Race                | Suzuki GSX-R 1000 K9 | 22   | +0:27.814 | 13º     | 4     |
| 13º  | 76  | Max Neukirchner  | Suzuki Alstare BRUX        | Suzuki GSX-R 1000 K9 | 22   | +0:36.962 | 6º      | 3     |
| 14º  | 111 | Rubén Xaus       | BMW Motorrad Motorsport    | BMW S1000 RR         | 22   | +0:39.025 | 20º     | 2     |
| 15º  | 9   | Ryūichi Kiyonari | Ten Kate Honda Racing      | Honda CBR1000RR      | 22   | +0:41.505 | 16º     | 1     |
| 16º  | 24  | Brendan Roberts  | Guandalini Racing          | Ducati 1098R         | 22   | +0:41.810 | 18º     |       |
| 17º  | 100 | Makoto Tamada    | Kawasaki World Superbike   | Kawasaki ZX 10R      | 22   | +0:50.186 | 25º     |       |
| 18º  | 32  | Stuart Easton    | Kawasaki World Superbike   | Kawasaki ZX 10R      | 22   | +0:55.567 | 23º     |       |
| 19º  | 94  | David Checa      | Yamaha France GMT 94 Ipone | Yamaha YZF R1        | 22   | +0:56.425 | 21º     |       |
| 20º  | 25  | David Salom      | Team Pedercini             | Kawasaki ZX 10R      | 22   | +1:05.169 | 22º     |       |
| 21º  | 88  | Roland Resch     | TKR Suzuki Switzerland     | Suzuki GSX-R 1000 K9 | 22   | +1:37.663 | 28º     |       |

#### Ritirati
| Nº | Pilota            | Squadra                  | Motocicletta         | Giri | Griglia |
| -- | ----------------- | ------------------------ | -------------------- | ---- | ------- |
| 99 | Luca Scassa       | Team Pedercini           | Kawasaki ZX 10R      | 18   | 27º     |
| 56 | Shin'ya Nakano    | Aprilia Racing           | Aprilia RSV4 Factory | 13   | 19º     |
| 77 | Vittorio Iannuzzo | Squadra Corse Italia     | Honda CBR1000RR      | 13   | 24º     |
| 15 | Matteo Baiocco    | PSG1-1 Corse             | Kawasaki ZX 10R      | 12   | 26º     |
| 7  | Carlos Checa      | HANNspree Ten Kate Honda | Honda CBR1000RR      | 4    | 7º      |
| 71 | Yukio Kagayama    | Suzuki Alstare BRUX      | Suzuki GSX-R 1000 K9 | 1    | 9º      |
| 33 | Tommy Hill        | Honda Althea Racing      | Honda CBR1000RR      | 0    | 17º     |

### Gara 2

#### Arrivati al traguardo[5]
| Pos. | Nº  | Pilota          | Squadra                  | Motocicletta         | Giri | Tempo     | Griglia | Punti |
| ---- | --- | --------------- | ------------------------ | -------------------- | ---- | --------- | ------- | ----- |
| 1º   | 41  | Noriyuki Haga   | Ducati Xerox             | Ducati 1098R         | 22   | 36:31.712 | 4º      | 25    |
| 2º   | 91  | Leon Haslam     | Stiggy Racing Honda      | Honda CBR1000RR      | 22   | +0:02.678 | 3º      | 20    |
| 3º   | 96  | Jakub Smrž      | Guandalini Racing        | Ducati 1098R         | 22   | +0:04.603 | 2º      | 16    |
| 4º   | 84  | Michel Fabrizio | Ducati Xerox             | Ducati 1098R         | 22   | +0:08.981 | 5º      | 13    |
| 5º   | 65  | Jonathan Rea    | HANNspree Ten Kate Honda | Honda CBR1000RR      | 22   | +0:12.104 | 11º     | 11    |
| 6º   | 66  | Tom Sykes       | Yamaha WSB               | Yamaha YZF R1        | 22   | +0:14.575 | 8º      | 10    |
| 7º   | 7   | Carlos Checa    | HANNspree Ten Kate Honda | Honda CBR1000RR      | 22   | +0:17.449 | 7º      | 9     |
| 8º   | 67  | Shane Byrne     | Sterilgarda              | Ducati 1098R         | 22   | +0:17.729 | 14º     | 8     |
| 9º   | 76  | Max Neukirchner | Suzuki Alstare BRUX      | Suzuki GSX-R 1000 K9 | 22   | +0:18.167 | 6º      | 7     |
| 10º  | 11  | Troy Corser     | BMW Motorrad Motorsport  | BMW S1000 RR         | 22   | +0:25.056 | 15º     | 6     |
| 11º  | 111 | Rubén Xaus      | BMW Motorrad Motorsport  | BMW S1000 RR         | 22   | +0:32.617 | 20º     | 5     |
| 12º  | 71  | Yukio Kagayama  | Suzuki Alstare BRUX      | Suzuki GSX-R 1000 K9 | 22   | +0:32.688 | 9º      | 4     |
| 13º  | 24  | Brendan Roberts | Guandalini Racing        | Ducati 1098R         | 22   | +0:37.415 | 18º     | 3     |
| 14º  | 15  | Matteo Baiocco  | PSG1-1 Corse             | Kawasaki ZX 10R      | 22   | +0:55.088 | 26º     | 2     |
| 15º  | 99  | Luca Scassa     | Team Pedercini           | Kawasaki ZX 10R      | 22   | +0:55.325 | 27º     | 1     |
| 16º  | 55  | Régis Laconi    | DFX Corse                | Ducati 1098R         | 22   | +1:18.514 | 12º     |       |
| 17º  | 88  | Roland Resch    | TKR Suzuki Switzerland   | Suzuki GSX-R 1000 K9 | 22   | +1:30.780 | 28º     |       |

#### Ritirati
| Nº  | Pilota            | Squadra                    | Motocicletta         | Giri | Griglia |
| --- | ----------------- | -------------------------- | -------------------- | ---- | ------- |
| 33  | Tommy Hill        | Honda Althea Racing        | Honda CBR1000RR      | 20   | 17º     |
| 100 | Makoto Tamada     | Kawasaki World Superbike   | Kawasaki ZX 10R      | 10   | 25º     |
| 9   | Ryūichi Kiyonari  | Ten Kate Honda Racing      | Honda CBR1000RR      | 7    | 16º     |
| 94  | David Checa       | Yamaha France GMT 94 Ipone | Yamaha YZF R1        | 5    | 21º     |
| 25  | David Salom       | Team Pedercini             | Kawasaki ZX 10R      | 5    | 22º     |
| 31  | Karl Muggeridge   | Celani Race                | Suzuki GSX-R 1000 K9 | 3    | 13º     |
| 32  | Stuart Easton     | Kawasaki World Superbike   | Kawasaki ZX 10R      | 3    | 23º     |
| 19  | Ben Spies         | Yamaha WSB                 | Yamaha YZF R1        | 1    | 1º      |
| 77  | Vittorio Iannuzzo | Squadra Corse Italia       | Honda CBR1000RR      | 1    | 24º     |
| 3   | Max Biaggi        | Aprilia Racing             | Aprilia RSV4 Factory | 1    | 10º     |

### Supersport

#### Arrivati al traguardo[3]
| Pos. | Nº  | Pilota                   | Squadra                    | Motocicletta        | Giri | Tempo     | Griglia | Punti |
| ---- | --- | ------------------------ | -------------------------- | ------------------- | ---- | --------- | ------- | ----- |
| 1º   | 50  | Eugene Laverty           | Parkalgar Honda            | Honda CBR600RR      | 21   | 35:45.160 | 4º      | 25    |
| 2º   | 35  | Cal Crutchlow            | Yamaha World Supersport    | Yamaha YZF R6       | 21   | + 0.107   | 1º      | 20    |
| 3º   | 26  | Joan Lascorz             | Kawasaki Motocard.com      | Kawasaki ZX-6R      | 21   | + 0.178   | 2º      | 16    |
| 4º   | 99  | Fabien Foret             | Yamaha World Supersport    | Yamaha YZF R6       | 21   | + 1.777   | 5º      | 13    |
| 5º   | 54  | Kenan Sofuoğlu           | HANNspree Ten Kate Honda   | Honda CBR600RR      | 21   | + 1.901   | 3º      | 11    |
| 6º   | 8   | Mark Aitchison           | Honda Althea Racing        | Honda CBR600RR      | 21   | + 5.492   | 12º     | 10    |
| 7º   | 13  | Anthony West             | Stiggy Racing Honda        | Honda CBR600RR      | 21   | + 12.551  | 8º      | 9     |
| 8º   | 77  | Barry Veneman            | Hoegee Suzuki              | Suzuki GSX-R600     | 21   | + 12.841  | 11º     | 8     |
| 9º   | 127 | Robbin Harms             | Veidec Racing RES Software | Honda CBR600RR      | 21   | + 13.567  | 9º      | 7     |
| 10º  | 51  | Michele Pirro            | Yamaha Lorenzini by Leoni  | Yamaha YZF R6       | 21   | + 19.657  | 7º      | 6     |
| 11º  | 7   | Patrik Vostárek          | Intermoto Czech            | Honda CBR600RR      | 21   | + 24.316  | 17º     | 5     |
| 12º  | 69  | Gianluca Nannelli        | ParkinGO Triumph BE1       | Triumph Daytona 675 | 21   | + 25.803  | 19º     | 4     |
| 13º  | 55  | Massimo Roccoli          | Intermoto Czech            | Honda CBR600RR      | 21   | + 26.255  | 13º     | 3     |
| 14º  | 21  | Katsuaki Fujiwara        | Kawasaki Motocard.com      | Kawasaki ZX-6R      | 21   | + 26.439  | 15º     | 2     |
| 15º  | 24  | Garry McCoy              | ParkinGO Triumph BE1       | Triumph Daytona 675 | 21   | + 44.902  | 6º      | 1     |
| 16º  | 28  | Arie Vos                 | Veidec Racing RES Software | Honda CBR600RR      | 21   | + 52.814  | 20º     |       |
| 17º  | 83  | Russell Holland          | Echo CRS Grand Prix        | Honda CBR600RR      | 21   | + 52.959  | 21º     |       |
| 18º  | 9   | Danilo Dell'Omo          | Kuja Racing                | Honda CBR600RR      | 21   | + 58.793  | 22º     |       |
| 19º  | 57  | Kervin Bos               | VD Sleen/VD Heyden         | Yamaha YZF R6       | 21   | +1:04.653 | 28º     |       |
| 20º  | 94  | Marcel van Nieuwenhuizen | Sterken Racing             | Yamaha YZF R6       | 21   | +1:08.049 | 29º     |       |
| 21º  | 32  | Fabrizio Lai             | Echo CRS Grand Prix        | Honda CBR600RR      | 21   | +1:08.111 | 25º     |       |
| 22º  | 88  | Yannick Guerra           | Holiday Gym Racing         | Yamaha YZF R6       | 21   | +1:08.389 | 30º     |       |
| 23º  | 27  | Twan van Poppel          | Holiday Gym Racing         | Yamaha YZF R6       | 21   | +1:25.061 | 31º     |       |

#### Ritirati
| Nº  | Pilota             | Squadra                    | Motocicletta        | Giri | Griglia |
| --- | ------------------ | -------------------------- | ------------------- | ---- | ------- |
| 53  | Alessandro Polita  | Hoegee Suzuki              | Suzuki GSX-R600     | 19   | 24º     |
| 117 | Miguel Praia       | Parkalgar Honda            | Honda CBR600RR      | 16   | 16º     |
| 1   | Andrew Pitt        | HANNspree Ten Kate Honda   | Honda CBR600RR      | 15   | 10º     |
| 105 | Gianluca Vizziello | Stiggy Racing Honda        | Honda CBR600RR      | 14   | 18º     |
| 30  | Jesco Günther      | RES Software Veidec Racing | Honda CBR600RR      | 10   | 23º     |
| 14  | Matthieu Lagrive   | Honda Althea Racing        | Honda CBR600RR      | 4    | 14º     |
| 5   | Doni Tata Pradita  | YZF Yamaha                 | Yamaha YZF R6       | 3    | 26º     |
| 96  | Matěj Smrž         | MS Racing                  | Triumph Daytona 675 | 2    | 27º     |